# Hội Tin học Việt Nam
Hội Tin học Việt Nam (tên giao dịch tiếng Anh là Vietnam Association for Information Processing, viết tắt VAIP) là tổ chức xã hội - nghề nghiệp tự nguyện của những người làm công tác nghiên cứu, giảng dạy, quản lý, kinh doanh, phổ biến và ứng dụng công nghệ thông tin- truyền thông.
Mục tiêu của VAIP là tập hợp lực lượng để góp phần đẩy mạnh các hoạt động về công nghệ thông tin - truyền thông phục vụ phát triển kinh tế, xã hội và khoa học công nghệ tại Việt Nam.

## Hình thành
VAIP được Chủ tịch Hội đồng Bộ trưởng (nay là Thủ tướng Chính phủ) Việt Nam ra quyết định thành lập số 312QĐ/HĐBT ngày 17/12/1988. VAIP là một tổ chức xã hội - nghề nghiệp phi chính phủ, là thành viên Liên hiệp các Hội Khoa học và Kỹ thuật Việt Nam, thành viên của Ban Chỉ đạo Quốc gia về Công nghệ Thông tin, thành viên của Phòng Thương mại và Công nghiệp Việt Nam. Từ năm 2003, VAIP là thành viên chính thức của Liên minh Công nghệ Thông tin - truyền thông châu Á (Asia ICT Confederation - AIC).

## Thông tin về Hội Tin học Việt Nam
- Phương châm hoạt động: "Đoàn kết - Hợp tác vì sự phát triển CNTT-TT Việt Nam"
- Người sáng lập và chủ tịch đầu tiên: Giáo sư, Tiến sĩ Khoa học Phan Đình Diệu.

Chủ tịch hiện nay: Tiến sĩ Bùi Mạnh Hải, nguyên Thứ trưởng Bộ Khoa học và Công nghệ.
- Cơ quan ngôn luận của Hội Tin học Việt Nam là: Tạp chí Tin học và Đời sống
- Ngoài ra còn có: Chuyên san Tin học và Nhà trường; Tạp chí Tin học - Chỉ dẫn và Tìm kiếm.

## Hoạt động
- Tổ chức Tuần lễ Tin học Việt Nam cùng với triển lãm CNTT-TT
- Tổ chức Olympic Tin học Sinh viên Việt Nam
- Tổ chức kỳ thi lập trình quốc tế ACM/ICPC khu vực châu Á
- Phối hợp tổ chức hội thi Tin học Trẻ
- Tổ chức Hội nghị các Hội Tin học thành viên
- Đồng tổ chức hội thảo Hợp tác Phát triển CNTT-TT Việt Nam.
- Chủ trì Giải CUP vàng CNTT-TT Việt Nam cho các lĩnh vực CNTT-TT.
- Đồng tổ chức Giải thưởng "ICT-Thắng sáng niềm tin" cho người tàn tật.
- Phát triển và hỗ trợ đào tạo, phổ cập kiến thức tin học cho toàn xã hội
- Xuất bản tạp chí Tin học & Đời sống, chuyên san Tin học & Nhà trường, Tin học Chỉ dẫn & Tìm kiếm
- Chủ trì và duy trì các trang thông tin hoạt động hội www.vaip.org.vn và trang hoạt động www.itweek.org.vn
- Phối hợp với Ban Chuyên đề Đài Truyền hình Việt Nam phát sóng thường kỳ chuyên đề ứng dụng CNTT-TT trên các kênh VTV.
- Tham gia tư vấn, phản biện và giám định xã hội các chính sách, dự án CNTT.
- Tham gia đại diện trong các hoạt động và đóng góp ý kiến cho các chủ chương, chính sách quan trọng về định hướng phát triển CNTT-TT Việt Nam.
- Thực hiện báo cáo đánh giá mức độ sẵn sàng cho ứng dụng CNTT-TT qua Việt Nam ICT index hàng năm.
- Chủ trì các chương trình xúc tiến thương mại Quốc gia cho cộng đồng doanh nghiệp CNTT-TT.
- Các hoạt động phối hợp với các Cơ quan, tổ chức CNTT-TT Việt Nam và Quốc tế, các hoạt động phối hợp giữa các Hội, hiệp hội xã hội nghề nghiệp có uy tín tại Việt Nam. Các hoạt động phối hợp với các Hội Tin học thành viên.

## Lãnh đạo qua các thời kỳ
- Giáo sư, Tiến sĩ Khoa học Phan Đình Diệu: Chủ tịch sáng lập
- Giáo sư, Tiến sĩ Khoa học Bạch Hưng Khang: Chủ tịch khóa 2.
- Giáo sư, Tiến sĩ Khoa học Nguyễn Đình Ngọc: phó Chủ tịch.
- Giáo sư, Tiến sĩ Khoa học Nguyễn Quang A: Chủ tịch khóa 3
- Giáo sư, Tiến sĩ Nguyễn Lãm: phó chủ tịch
- Tiến sĩ Đỗ Xuân Thọ: Chủ tịch;
- Tiến sĩ Bùi Mạnh Hải: Chủ tịch
- Tiến sĩ Nguyễn Long: Phó Chủ tịch, Tổng Thư ký
- Giáo sư, Tiến sĩ Nguyễn Thanh Thủy: Chủ tịch